# Malón (Saragosse)
Pour les articles homonymes, voir Malon.
Malón est une commune d’Espagne, dans la province de Saragosse, communauté autonome d'Aragon. Elle appartient à la comarque de Tarazona y el Moncayo